# امیر شهلا
امیر شهلا (زادهٔ ۱۱ اسفند ۱۳۵۶) سیاستمدار و مدیر اجرایی ایرانی که نماینده مردم مشهد در پنجمین دوره شورای اسلامی شهر مشهد بوده است.
وی در انتخابات پنجمین دوره شورای شهر مشهد با کسب ۲۵۶٬۱۲۴ رای به عنوان رای اول به شورای اسلامی شهر مشهد راه یافت؛
شهلا همچنین عضو شورای مرکزی حزب ندای ایرانیان بوده است.

## زندگی و تحصیلات
امیر شهلا دارای مدرک تحصیلی کارشناسی ارشد مدیریت‌اجرایی (MBA) می‌باشد.
او فعالیت‌های اجتماعی‌اش را با حرفهٔ خبرنگاری آغاز کرد و از سال ۱۳۷۵ وارد عرصهٔ روزنامه‌نگاریِ حرفه‌ای شد و در جراید و مطبوعات کثیرالانتشار کشور قلم زد.
شهلا در سال ۱۳۸۲ به‌عنوان بخشدار قلندرآباد، تابع شهرستان فریمان، وارد وزارت کشور شد، امّا در سال ۱۳۸۴ از این سمت استعفا کرد و از بخش دولتی وارد وادیِ صنعت در بخش‌خصوصی شد.
او مدّت ۱۰ سال به‌عنوان مدیر اداری و سرمایه‌های انسانی در گروه صنعتی پارت لاستیک، یکی از مجموعه‌های بزرگ قطعه‌سازی کشور، با اشتغال بیش از ۳۰۰۰نفر مشغول به کار شد.
امیر شهلا در سال ۱۳۹۳ به گروه صنعتی ایران خودرو پیوست و به‌عنوان مدیر روابط‌عمومی ایران خودرو خراسان مشغول خدمت شد.
در سال ۱۳۹۶ در پنجمین دورهٔ انتخابات شورای شهر مشهد، او با کسب ۲۵۶٬۱۲۴ رای مردم مشهد، به‌عنوان منتخب اوّل مردم، وارد شورای شهر شد.
شهلا در این دوره، علاوه‌بر عضویت در شورای شهر مشهد، به‌عنوان رئیس شورای شهرستان مشهد، رئیس شورای استان خراسان رضوی، عضو شورای عالی استان‌ها و سخنگوی این شورا نیز انجام‌خدمت کرد.

## آثار و تألیفات
۲ کتاب «خاتمی؛ عبور از بحران» و «قربانیان» مجموعهٔ مقالات امیر شهلا است که در خلالِ سال‌های ۱۳۷۶–۱۳۸۴ منتشر شده است.
شهلا در سال ۱۳۹۹، کتابِ «قصه‌های من و بابا ایرج» را با مقدّمهٔ مرحوم علی رضاقلی، جامعه‌شناسِ مشهورِ ایرانی و خالقِ ۲ اثرِ پرمخاطب «جامعه‌شناسی نخبه‌کُشی» و «جامعه‌شناسی خودکامگی» به رشتهٔ تحریر درآورد. این کتاب، شرح خاطرات مدیریتی او با مرحوم ایرج یزدان‌بخش، پدر صنعت خراسان و از چهره‌های نام‌آشنای تولید و کارآفرینی کشور است و شامل تجربه‌های زیستهٔ او در حوزهٔ مدیریت سرمایه‌های انسانی در قالب ۳۶ داستان می‌باشد. این کتاب در مدت ۲ سال به چاپ بیست‌وپنجم رسیده و عنوان پرفروش‌ترین کتابِ‌سال را به خود اختصاص داده است.
از تألیفات دیگر شهلا می‌توان به کتاب «دویار» اشاره کرد که به بررسیِ زندگی شخصی و خدماتِ‌اجتماعی مرحوم عثمان محمدپرست، دوتارنوازِ شهیرِ خوافی پرداخته است. این کتاب با مقدّمهٔ خانم سیما بینا و محمود دولت‌آبادی توسط چاپِ برید منتشر شده است.
امیر شهلا همچنین سرگرمِ نگارشِ کتاب تازهٔ خود، باعنوان «با مسئولیت من» می‌باشد که به شرحِ زندگی‌نامهٔ آقای اکبر صابری‌فر، یکی‌از نخستین شهرداران مشهد، پس از انقلاب ۱۳۵۷ پرداخته است.